# The Soul of a Man
The Soul of a Man és una pel·lícula documental del 2003 dirigida per Wim Wenders, que tracta les figures dels cantants de blues Blind Willie Johnson, Skip James i J. B. Lenoir. És la segona de les set que componen la sèrie The Blues, produïda per Martin Scorsese.
Els tres músics triats per Wenders presenten tres formes d'aproximació al blues i també dues èpoques de la seva evolució. Blind Willie Johnson utilitzà el gènere del blues per transmetre el missatge religiós del gospel i fou l'autor del tema Soul of a man, que dona nom al film. Skip James va trobar en la música una alternativa a la vida conflictiva del seu entorn, que reflectia en les seves cançons, i desenvolupà un estil molt personal de tocar la guitarra. Ambdós formen part de la primera generació de bluesmen que va realitzar gravacions a les dècades de 1920-1930. J. B. Lenoir pertany a la generació posterior, emigrada al nord: la seva carrera es desenvolupà a Chicago durant les dècades del 1950-1960, i introduí en la seva música la reivindicació social i política: contra el masclisme i la violència de gènere, pel drets civils dels afroamericans, contra la guerra de Vietnam.
Davant l'escassetat d'imatges d'arxiu, el documental recorre a recreacions d'escenes, especialment de Blind Willie Johnson cantant i predicant pels carrers i de les sessions de gravació de Skip James. Utilitza també els records i les gravacions casolanes dels amics de J. B. Lenoir. A més inclou interpretacions de cançons de tots tres músics per diversos artistes contemporanis: Beck Hansen, T-Bone Burnett, Nick Cave and the Bad Seeds, Eagle Eye Cherry, Shemekia Copeland, Garland Jeffreys, Alvin Youngblood Hart, Los Lobos, Bonnie Raitt, Lou Reed, Marc Ribot, Jon Spencer Blues Explosion, James Blood Ulmer, Lucinda Williams, Cassandra Wilson i gravacions d'arxiu de John Mayall. En les escenes reconstruïdes Chris Thomas King fa el paper de Blind Willie Johnson i Keith B. Brown el de Skip James.
L'objectiu del film, com la resta de la sèrie, és reflectir l'esperit del blues i com ha influït personalment en l'autor i en altres artistes, i transmetre la seva universalitat, més que no fer una història completa o definitiva del Blues.
La pel·lícula va guanyar un Premi Emmy for Outstanding Cinematography for Nonfiction Programming, i el premi del públic al Festival Internacional de Cine de São Paulo. Va ser projectada fora de competició al Festival de Canes del 2003.